# Onychogomphus
Onychogomphus (Onychogomphus) är ett släkte i insektsordningen trollsländor som tillhör familjen flodtrollsländor. Det finns omkring 45 kända arter i släktet. I Sverige representeras släktet av en art, Stenflodtrollslända.

## Arter
- Onychogomphus assimilis
- Onychogomphus boudoti
- Onychogomphus bwambae
- Onychogomphus costae
- Stenflodtrollslända Onychogomphus forcipatus
- Onychogomphus kitchingmani
- Onychogomphus macrodon
- Onychogomphus pilosus
- Onychogomphus styx
- Onychogomphus supina
- Onychogomphus vardoni